# Дембовець-Малий
Дембовець-Малий (пол. Dębowiec Mały) — село в Польщі, у гміні Стшельці-Великі Паєнчанського повіту Лодзинського воєводства.
Населення — 268 осіб (2011).
У 1975-1998 роках село належало до Ченстоховського воєводства.

## Демографія
Демографічна структура станом на 31 березня 2011 року:
|          | Загалом | Допрацездатний вік | Працездатний вік | Постпрацездатний вік |
| -------- | ------- | ------------------ | ---------------- | -------------------- |
| Чоловіки | 136     | 22                 | 94               | 20                   |
| Жінки    | 132     | 19                 | 69               | 44                   |
| Разом    | 268     | 41                 | 163              | 64                   |